# Хабіб бен Ях'я
Хабіб Бен Ях'я (араб. الحبيب بن يحيى, DMG al-Ḥabīb b. Yaḥyā; * 30 липня 1938, Туніс) — туніський дипломат і політик, посол кілька разів, між 1991 і 1997 роками і знову з 1999 по 1999 роки. У 2004 році був міністром закордонних справ, а з 1997 по 1999 рік — міністром оборони. Пізніше він був генеральним секретарем Союзу Арабського Магрібу між 2006 та 2016 роками.

## Життєпис
Після закінчення школи Бен Яхья почав вивчати англійську мову в Туніському університеті, який закінчив із ступенем магістра. Потім він закінчив аспірантуру з міжнародних відносин в Колумбійському університеті, а потім вступив до дипломатичної служби у 1963 році. Спочатку він був керівником Департаменту з англофонних держав Африки у Державному департаменті, а потім начальником Департаменту економічних відносин зі Сполученими Штатами, до того, як він був економічним радником у Посольстві США в 1967 році, а потім радником посольства Франції в Посольстві. Після повернення до Тунісу в 1973 році він очолив відділ двостороннього фінансового співробітництва, а потім став керівником кабінету міністра закордонних справ Хабіба Чатті.
У 1976 році Бен Яхья обійняв свою першу посаду посла, з 1976 по 1977 рік — послом в Об'єднаних Арабських Еміратах. Потім він працював послом у Японії між 1977 та 1981 роками та послом у США з 1981 по 1988 рік. Після того, як він був державним секретарем у Міністерстві закордонних справ між 1988 і 1991 роками, він остаточно замінив Хабіба Булареса 20 лютого 1991 року і вперше обіймав посаду міністра закордонних справ у кабінеті прем'єр-міністра Хамеда Каруї до його заміни Абдеррахіма Зуарі 22 січня 1997 року. Після зміни кабінету міністрів він став наступником Абдалла Каллеля з 22 січня 1997 року до його заміни Мохамедом Джегамом 17 листопада 1999 року міністром оборони в кабінеті Хамеда Каруї.
В уряді прем'єр-міністра Мухаммед Ґаннуші Бен Яхья змінив на посаді Саїда Бена Мустафу між 17 листопада 1999 року та його заміною Абдельбакі Ермасі 10 листопада 2004 року вдруге на посаді міністра закордонних справ. 1 лютого 2006 року він перейшов на посаду від Хабіба Булареса на посаду генерального секретаря Союзу Арабського Магрібу. Він перебував на посаді протягом десяти років до 5 травня 2016 року, після чого Таєб Баккуче змінив його.